# SMS-Seelsorge
Die SMS-Seelsorge war von 1999 bis 2018 ein konfessionell neutrales und unabhängiges Beratungsangebot vom Seelsorge.net und später von trauernetz Schweiz für Menschen jeden Alters. Sie geschah durch Textnachrichten, welche über das Handy übermittelt wurden. Man konnte sie auch als elektronische Kurzbriefseelsorge bezeichnen. Die SMS-Seelsorge war zu ihrer Zeit das einzige Beratungsangebot schweizweit, das Ratsuchende zwar anonym, aber in einem 1:1 Kontakt durch die gleiche Person so lange begleitet, wie dies erwünscht ist. Diese Dauer lag zwischen einigen Tagen und mehreren Jahren.

## Entstehung
Die erste SMS-Seelsorge ist am 29. Juli 1999 als ein spezieller Dienst der bereits am 27. September 1995 gegründeten ökumenischen und gesamtschweizerischen Internet-Seelsorge von Pfarrer Jakob Vetsch in Zusammenarbeit mit der Telekommunikationsfirma diAx, später Sunrise, ins Leben gerufen und durch den Jugendseelsorger Jörg Weisshaupt ausgebaut worden. Sie stellte eine moderne Form der früheren Briefseelsorge dar und war das erste interaktive Angebot schriftlich-elektronischer Art des Info-Kiosks vom Telekommunikationsunternehmen diAx. Seit Mitte 2000 konnte sie auch über die Applikation WAP-Gate (ab dem 18. Oktober 2003 bei Aracane GmbH) abgerufen werden.
Wie die Internet-Seelsorge konnte auch die SMS-Seelsorge in der Schweiz in den drei Landessprachen Deutsch, Französisch und Italienisch in Anspruch genommen werden. Zum zehnjährigen Bestehen wurde im Jahr 2009 die Kurznummer 767 eingeführt.

## Leitlinien
Die Antworten erreichten die anfragende Person kostenfrei. Sie konnte anonym bleiben wie die antwortende Person auch. Für diese galt die Schweigepflicht. Sie gehörte einem Team an, das sich aus freiwillig mitarbeitenden, ausgebildeten und erfahrenen Seelsorgern zusammensetzte. Diese hatten einen Einführungskurs besucht und nahmen zur Qualitätssicherung regelmäßig an Supervisionssitzungen teil.
Grundsätzlich konnten alle Themen von jeder Person an die SMS-Seelsorge herangetragen werden. Die Antwort erfolgte aufgrund des christlichen Glaubens, ließ dem Empfänger jedoch ausdrücklich die Freiheit zu eigenverantwortlichem Handeln.

## Voraussetzungen
Die Textnachrichten wurden in der Regel beidseitig mittels Handy durch SMS oder auch durch MMS übermittelt. Das Angebot der schweizerischen SMS-Seelsorge war einst ebenso über das WAP erreichbar und stellte dort auch sinnstiftende Verse bereit.
Die Antwort erreichte die anfragende Person innerhalb Tagesfrist.

## Eigenheiten
Die Erfahrung zeigte, dass viele Menschen, die sich Sorgen machen, von Kummer geplagt werden, Probleme haben oder in Konflikten leben, lieber schreiben statt reden. Darum bot die SMS-Seelsorge wie auch die Internet-Seelsorge eine willkommene Ergänzung zum direkten Gespräch mit einer Seelsorgeperson oder auch zur Telefonseelsorge. Viele, vor allem auch jüngere Menschen, nahmen dieses Angebot gerne an. Sie schätzten es, dass die Hemmschwelle, um eine Frage anzubringen, sehr niedrig war.
Des Weiteren musste wegen der schriftlichen knappen Form das Problem, das mitgeteilt werden will, möglichst pointiert angesprochen werden. Dies galt umgekehrt auch für die Antwort. Wesentliches konnte auch mit wenigen Worten mitgeteilt werden; das haben die geschriebene und die gesprochene Sprache gemeinsam.